# Grobas (La Coruña)
Grobas (llamada oficialmente Santa María de Grobas) es una parroquia del municipio de Mellid, en la provincia de La Coruña, Galicia, España.

## Entidades de población
Entidades de población que forman parte de la parroquia:
- Cuíña de Abaixo
- Cuíña de Arriba
- Formigueiro (O Formigueiro)
- Grobas
- O Castelo

## Demografía
| Gráfica de evolución demográfica de Grobas entre 2000 y 2018 |
|                                                              |
| Población de derecho según el padrón municipal del INE       |